# Central de biomasa Biollano
La central de biomasa Biollano es una instalación de generación de energía renovable de 50 MW que emplea la biomasa como combustible, situada en Puertollano (España). Sus instalaciones ocupan la antigua central térmica de Elcogas, que fue una planta termoeléctrica del tipo gasificación integrada en ciclo combinado, que utilizaba el carbón como combustible. En 2017 Ence adquirió el emplazamiento de la antigua central térmica de Elcogas, para llevar a cabo la construcción de una nueva planta de biomasa, que se puso en marcha en 2020. Es una de las ocho plantas independientes de generación con biomasa con las que la filial de energía de la empresa cuenta en Andalucía, Castilla-la Mancha y Extremadura.
Esta central de generación con biomasa, que comenzó a operar al mismo tiempo que la de 46 MW que Ence construyó en Huelva, puede producir 325 GWh de electricidad al año.

## Ubicación
La central se encuentra situada cerca del complejo petroquímico de Puertollano, a unos 14 km de su centro urbano y 250 km de Madrid, a una altitud de 680 m s. n. m. También se encuentra en las proximidades del Aeropuerto de Ciudad Real, localizado a 20 km.

## Combustible empleado
El biocombustible utilizado en las instalaciones está compuesto mayoritariamente por orujillo, sarmiento y arranque de vid, así como poda de olivo, sumados a otros restos forestales y agrícolas leñosos de la zona. Recientemente, la planta completó el proceso de auditoría del esquema de verificación SURE, que garantiza la sostenibilidad del proceso de generación a partir de fuentes de biomasa sostenibles, que también son evaluadas.

## Contribución a la transición energética
Con la sustitución de una antigua central térmica de gas por una planta de generación renovable, la central de Biollano es considerada un ejemplo de transición energética. Además se ha señalado su importancia para generar empleo y dinamizar la economía de la zona.

## Principales reconocimientos
- Certificado ISO 14001 del Sistema de Gestión Ambiental.
- Certificación SURE de sostenibilidad de biocombustibles.
- Certificado Residuo Cero de Aenor.

## Antigua central térmica

### GICC
La planta de Elcogas fue la primera en España con tecnología de Gasificación integrada en ciclo combinado (GICC), un sistema que transforma el carbón en gas (gas de síntesis), eliminando las emisiones de dióxido de azufre, partículas y mercurio. Esta tecnología es también denominada de carbón limpio, un concepto que pretende la continuidad del carbón como combustible, pero eliminando durante su gaseado ciertas sustancias que contribuyen al calentamiento climático.

### Datos
La planta de Puertollano pertenecía a una serie de centrales construidas en todo el mundo como prueba de la sostenibilidad del sistema GICC. Tenía una potencia de 335 MW brutos. Fue conectada a la red eléctrica en 1996 con gas natural y en 1998 con carbón y coque de petróleo al 50%.
El combustible de diseño era una mezcla de carbón local con alto contenido en cenizas procedente de ENCASUR y coque de petróleo producido en la refinería local de Repsol YPF. Esta mezcla era gasificada para producir un gas sintético que se sometía a un proceso exhaustivo de limpieza y luego se quemaba en la turbina de gas del ciclo combinado.

### Explotación
Para la explotación de la central térmica se creó el 8 de abril de 1992 la sociedad anónima Elcogas que estaba participada por las siguientes empresas:
- Endesa: 40%
- Électricité de France: 31,4%
- Iberdrola: 12%
- Energías de Portugal: 8,6%
- ENEL: 4,3%
- Siemens, Babcock and Wilcox y Krupp: participaciones menores.

### Crisis y cierre
Desde 2014, la dirección de la central informó de sus graves pérdidas, lo que llevó a su cierre provisional en enero de 2016, fecha desde la que no volvió a ser puesta en funcionamiento.

### Premios y reconocimientos
- Premio a la Innovación Tecnológica en la Energía Eléctrica. IBERDROLA Instituto Tecnológico, noviembre de 1997.
- Premio a la Industria por la Protección del Medio Ambiente. Fundación ENTORNO, marzo de 1998.
- Premio Nacional de Ingeniería Industrial. Consejo General de Colegios Oficiales de Ingenieros Industriales, noviembre de 2001.
- Premio Especial a la Protección del Medio Ambiente. IMÁS Televisión, 2002.
- Premio a la Innovación Tecnológica. IMÁS Televisión, 2004.
- Premio + IGUAL 2008. Instituto de la Mujer de Castilla-La Mancha, marzo de 2008.
- Socio de Honor. Asociación de Antiguos alumnos de la Escuela Universitaria Politécnica de Almadén, diciembre de 2008.
- Galardón de Honor a la Investigación Científica. Asociación Española de Científicos, noviembre de 2009.